# Ralf Büchner
Ralf Büchner (Berlino Est, 31 agosto 1967) ex ginnasta e allenatore di ginnastica artistica tedesco orientale, dal 1990, tedesco, vincitore dell'argento nel concorso a squadre ai Giochi olimpici di Seul 1988 e campione iridato nella sbarra a Indianapolis 1991.

## Biografia
Nacque a Berlino Est e crebbe a Neuruppin, nella Repubblica Democratica Tedesca. 
Si formò come montatore di macchine e impianti. Iniziò l’apprendistato a Potsdam e lo completò presso Volkswagen, dove lavorò come meccanico. Insieme a Reinhard Rückriem allenò giovani ginnasti presso il centro olimpico della Bassa Sassonia. Ebbe due figli, una femmina e un maschio.

## Carriera

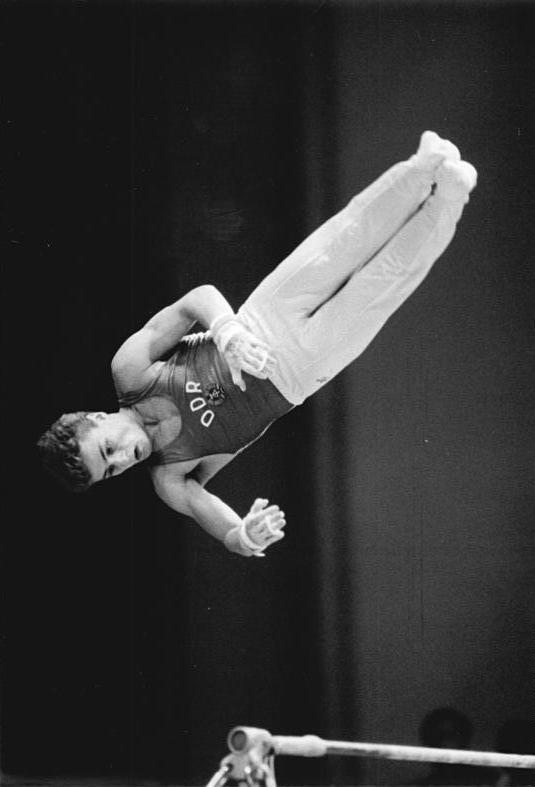
Ralf Büchner durante l'esercizio alla sbarra nel 1988.

A Potsdam frequentò una scuola sportiva per bambini e giovani, dove fu sostenuto nello sviluppo delle sue capacità atletiche e divenne membro dell'ASK Vorwärts Potsdam. Nel 1987 conquistò il titolo di campione della DDR nel volteggio. Nel 1988 ripeté il successo, condividendo il titolo con Sylvio Kroll, che ottenne lo stesso punteggio. 
All'età di ventun'anni, rappresentò la Germania Est ai Giochi olimpici estivi di Seul 1988, dove vinse l'argento nel concorso a squadre, con i connazionali Sylvio Kroll, Sven Tippelt, Ulf Hoffmann e Holger Behrendt. Il suo miglior risultato individuale della rassegna fu il 9º posto nel cavallo con maniglie. Non partecipò ai mondiali di Stoccarda 1989 a causa della rottura del legamento crociato.
Agli europei di Losanna 1990 ottenne l'argento nel volteggio e il bronzo nella della sbarra. 
A seguito della caduta del Muro di Berlino e la riunificazione tedesca, compete per la nazionale tedesca. Nel luglio 1991 si trasferì da Potsdam al TK Hannover, seguendo il suo allenatore Reinhard Rückriem. Nello stesso anno, nonostante una rottura di due legamenti del piede poco prima della rassegna iridata, si laureò campione mondiale a Indianapolis 1991, e ottenne il terzo posto nel concorso a squadre, con Sylvio Kroll, Andreas Wecker, Andre Hempel, Jan-Peter Nikiferow e Mario Franke. Agli europei di Budapest 1992 salì sul terzo gradino del podio nel cavallo con maniglie.
Partecipò ai mondiali individuali di Brisbane 1994, senza riuscire a vincere medaglie. Agli europei di Budapest 1993 ottenne il bronzo a squadre. Ai campionati tedeschi dello stesso anno ottenne il titolo di campione alla sbarra, quello di vice-campione al cavallo con maniglie e agli anelli, e il terzo posto nel concorso generale. 
Agli europei di Praga 1994 bissò il bronzo a squadre dell'anno precedente.
Ai campionati tedeschi del 1995 si classificò quarto nel concorso generale. Una nuova rottura del legamento crociato gli impedì di partecipare ai mondiali di Sabae 1995 e ai Giochi olimpici estivi di Atlanta 1996.
Gareggiò in Bundesliga per il TK Hannover e, dal 2002, per il TV Schiltach, squadra del Baden-Württemberg.

## Palmarès

### Per la Germania Est
- Giochi olimpici

Seul 1988: argento nel concorso a squadre;
- Europei

Losanna 1990: argento nel volteggio; bronzo nella sbarra;

### Per la Germania
- Mondiali

Indianapolis 1991: oro nella sbarra; bronzo nel concorso a squadre;
- Europei

Budapest 1993: bronzo nel concorso a squadre;
Praga 1994: bronzo nel concorso a squadre;